# Urmas Kaljend
Urmas Kaljend   (Tallinn, 24 de juliol de 1964) és un exfutbolista estonià de la dècada de 1980.
Fou 20 cops internacional amb la selecció d'Estònia. Pel que fa a clubs, defensà els colors de FC Norma Tallinn, SK Tallinna Sport i TVMK Tallinn, a més dels equips finesos IFK Mariehamn, KPV Kokkola, LoPa, i FC Ilves.